# Liste von Persönlichkeiten der Stadt Schwerte
Diese Liste von Persönlichkeiten der Stadt Schwerte umfasst die Bürgermeister, Ehrenbürger, Söhne und Töchter der Stadt sowie weitere Persönlichkeiten mit Bezug zur Stadt.

## Bürgermeister
- 1992–1999: Ursula Sobelat (1937–2011) (SPD)
- 1999–2017: Heinrich Böckelühr (* 1961) (CDU)
- 2018–heute: Dimitrios Axourgos (* 1983) (SPD)

### Ehrenbürgermeister
- Januar 2020: Heinrich Böckelühr (* 1961) (CDU)[1]

## In Schwerte geborene Persönlichkeiten
- Lotte Bach (1908–1995), Textilkünstlerin
- Ursula Bach-Wild (1903–1987), Kunsthandwerkerin
- Dieter Behrenbeck (* 1936), Internist
- Schwester Bernadette (1901–1985), Ordensschwester im Schwerter Krankenhaus
- Ralf Blank (* 1962), Historiker, Museums- und Archivleiter
- Mike Borrink (* 1975), Musikjournalist
- Heinrich Böckelühr (* 1961), Bürgermeister und Ehrenbürgermeister
- Mauro Corradino (* 1970), Moderator
- Dieter Dannenberg (* 1959), Fußballspieler
- Jens Ewald (* 1983), Kanute
- Reinhard Fabisch (1950–2008), Fußballspieler und -trainer
- Ralf Finke (* 1960), Journalist
- Andreas Fisahn (* 1960), Rechtswissenschaftler
- Adolf Fischer (1893–1947), Generalmajor, als Kriegsverbrecher hingerichtet
- Theodor Fleitmann (1828–1904), Chemiker und Industrieller
- Johannes Goddaeus (1555–1632), Rechtsgelehrter
- Wilhelm Herberholz (1881–1956), Maler, Grafiker  und  Hochschullehrer
- Jürgen Hidding (1925–2005), Unternehmer, Träger des Bundesverdienstkreuzes
- Walter Höher (1925–2015), Lehrer, Rektor und Mundartdichter
- Ruth Holzhausen (* 1959), Volleyballspielerin
- Ludwig Wilhelm Alexander von Hövel (1746–1829), badischer Staatsminister
- Detlef Kahlert (* 1962), Bogenschütze
- Raimund Kamm (* 1952 in Lichtendorf jetzt Schwerte), Politiker (Bündnis 90/Die Grünen)
- Wolfgang Kleff (* 1946), Fußballspieler
- Nils Klems (* 1988), Futsalspieler
- Albert Knülle (1878–1961), Schwerter Heimatdichter
- Julian Koch (* 1990), Fußballspieler
- Heinrich Kockelke (1856–1934), evangelischer Geistlicher und Präses der Westfälischen Provinzialsynode
- Friedrich Körner (1921–1998), Generalmajor der Luftwaffe der Bundeswehr
- Susanne Köster (* 1966), Volleyballspielerin und Malerin
- Simon Kowalewski (* 1981), Mitglied des Berliner Abgeordnetenhauses
- Kerstin Kramer (* 1977), Schauspielerin
- Thorina Lepak (* 1985), Schriftstellerin und Germanistin
- Thomas Losse-Müller (* 1973), Volkswirt und Staatssekretär des Landes Schleswig-Holstein
- Silvia Meiertöns (* 1955), Volleyballspielerin
- Peter H. Nelde (1942–2007), Sprachwissenschaftler und Hochschullehrer
- Karl Neufeldt (* 1838–1821), Unternehmerpersönlichkeit in Österreich und Italien
- Walter Oberste (* 1933), deutscher Sprinter
- Friedhelm Pedde (* 1953), Vorderasiatischer Archäologe
- Violetta Oblinger-Peters (* 1977), österreichische Kanutin
- Wolfgang Peters (* 1948), Kanute
- Fritz Pferdekämper (1876–1915), Sinologe
- Lukas Pohland (* 2004), deutscher Schüler und Cybermobbing-Geschädigter
- Matthias Potthoff (* 1987), Eishockeyspieler
- Heinrich Rehkemper (1894–1949), Opern- und Liedinterpret sowie Professor am Salzburger Mozarteum
- Wilfried Reininghaus (* 1950), Archivar und Historiker
- Ilse Rentzing (1916–1942), Opfer des Nationalsozialismus
- Carmen Rischer (* 1956), rhythmische Sportgymnastin
- Erwin Rösener (1902–1946), SS-Obergruppenführer und General der Polizei
- Wilfried Schäfer (1951–2003), Physiker und Hochschullehrer
- Norbert W. Schlinkert (* 1964), Schriftsteller und Kulturwissenschaftler
- Myriam Schröder (* 1972), Schauspielerin
- Stephan Schwingeler (* 1979), Kurator, Kunsthistoriker, Medienwissenschaftler
- Jürgen Sengera (* 1943), ehemaliger Vorstandsvorsitzender der WestLB
- Ursula Sobelat (1937–2011), erste weibliche Bürgermeisterin Schwertes
- Lasse Sobiech (* 1991), Fußballspieler
- Josef Spiegel (1901–1984), Heimatforscher und Museumsleiter
- Ulrich Sporleder (1911–1944), evangelischer Theologe, Pfarrer der Bekennenden Kirche und Widerstandskämpfer gegen den Nationalsozialismus
- Johann-Dietrich Theile (1793–1873), Firmengründer und Unternehmer
- Agnes Tütel (1865–1957), Schulleiterin der Töchterschule in Schwerte
- Rosemarie Trockel (* 1952), Malerin und Bildhauerin
- Margot Röttger-Rath (1920–2006), Unternehmerin
- Oliver Weist (* 1968), Kanuslalom-Sportler und -Trainer
- Gabriela Wolf (* 1960), Marathonläuferin
- Hubert Ziegler (* 1948), Diplomat
- Lars Zimmermann (* 1974), Gründer der Stiftung Neue Verantwortung
- Werner van der Zyl (1902–1984), nach Emigration 1938 Oberrabbiner der jüdischen Gemeinde West-London und Vizepräsident der Weltunion für progressives Judentum
- Thorina Lepak (* 1985), Schriftstellerin und Germanistin

## Bekannte Einwohner und mit Schwerte verbundene Persönlichkeiten
- Johann Christoph Friedrich Bährens (1765–1833), Hofrat, Pfarrer, Pädagoge, Stadtrat, Naturforscher, Universalgelehrter
- Verena Dietrich (1941–2004), Architektin, verstorben in Schwerte
- Luise Elias (1865–1923), Erste weibliche Stadtverordnete im Schwerter Stadtparlament für die SPD
- Tobias Esch (* 1970), Archäologe und Museumsleiter, aufgewachsen in Schwerte
- Hermann Göring (1893–1946), 1933 Ernennung zum Ehrenbürger der Stadt Schwerte[2], Distanzierung von der Ernennung durch den Stadtrat 2015[3]
- Mark Harwardt (* 1979), Hochschullehrer und Autor
- Sven-Ingo Koch (* 1974), Komponist, aufgewachsen in Schwerte
- Willy Kramp (1909–1986), Schriftsteller
- Thomas Kroth (* 1959), ehemaliger Fußballspieler, wohnhaft in Schwerte
- Detlef Lewe (1939–2008), Kanute, Europameister
- Wolfgang Paul (* 1940), Fußballspieler, aktiv beim VfL Schwerte vor seinem Wechsel zu Borussia Dortmund
- Jörn Ratering (* 1984), Buchautor und Schauspieler in Tansania, aufgewachsen in Schwerte
- Björn Schubert (1988), Schriftsteller und Moderator von 'CHAS-TV' auf NRWision
- Erich Schanko (1919–2005), Fußballnationalspieler
- Franz Leopold Heinrich Engelbert Schütte (1804–1883), Pfarrer und Chronist, Ehrenbürger der Stadt, Namensgeber für den Leopold-Schütte-Weg
- Arne Steding (1981–2015), Begründer von schwatzgelb.de, aufgewachsen in Schwerte
- Jürgen Störr (1954*) Künstler und Professor, Gründer und Leiter der Ruhrakademie in Schwerte, Eigentümer von Schloss „Haus Ruhr“
- Heinz Ludger Uhlenküken (1928–2015), Kommunalpolitiker und Stadtdirektor in Köln
- Johannes Weinrich (* 1947), deutscher Terrorist, Mitbegründer der Revolutionären Zellen, wuchs in Schwerte auf und ging dort zur Schule.
- Otto Wulff (* 1933), deutscher Politiker, wohnhaft in Schwerte